# Mellicta mirefasciata
Mellicta mirefasciata är en fjärilsart som beskrevs av Cabeau 1923. Mellicta mirefasciata ingår i släktet Mellicta och familjen praktfjärilar. Inga underarter finns listade i Catalogue of Life.